# Phương trình Manning
Một trong các phương trình được sử dụng dạng mở kênh lưu lượng được gọi là phương trình Manning. Nó được giới thiệu bởi kỹ sư Irish Robert Manning vào năm 1889 để thay thế cho phương trình Chezy. Phương trình Manning là phương trình thực nghiệm áp dụng cho dòng chảy thống nhất trong các kênh mở và là hàm của tốc kênh, khu vực dóng chảy và độ dốc kênh.
{\displaystyle {\vec {Q}}={\vec {v}}\cdot {\vec {A}}={\frac {1,49}{n}}A.R^{\frac {2}{3}}{\sqrt {S}}} (ÚS) ở phương trình này là phép tích vô hướng giữa v và A.
{\displaystyle {\vec {Q}}={\vec {v}}\cdot {\vec {A}}={\frac {1}{n}}A.R^{\frac {2}{3}}{\sqrt {S}}} (SI) ở đây cũng vậy.
Trong đó;
Q = lưu lượng (m³/s)
v = vận tốc (m/s)
A = diện tích (m²)
n = hệ số nhám Manning
R = bán kính thủy lực (m)
S = kênh dốc (m/m).
Với điều kiện dòng chảy thống nhất độ dốc cũng giống như độ dốc của đường cấp năng lượng và độ dốc mặt nước, N là một hệ số đại diện cho sự thô ráp hoặc ma sát áp dụng cho các dòng chảy của kênh. Giá trị n-Manning thường được lựa chọn từ các bảng, nhưng nó có thể trở lại tính từ đo đạc thực địa. Trong nhiều điều kiện dòng chảy, chọn ra hệ số nhám Manning rất có thể ảnh hưởng đến kết quả tính toán.

## Lưu ý
Phương trình Manning có thể có thể được sắp xếp lại để giải quyết cho độ dốc (S), được gọi là độ dốc ma sát, (Sf). Độ dốc ma sát là một phần của dòng chảy dần dần đa dạng được sử dụng để giải quyết cho các profile bề mặt nước thông qua cống.